# 파주 육계토성
파주 육계토성은 대한민국 경기도 파주시 적성면 주월리의 임진강변 남안에 있는 백제시대의 평지토성이다. 2007년 10월 22일 경기도의 기념물 제217호로 지정되었다.

## 개요
파주 육계토성은 조선시대 문헌기록 및 일제강점기 지도를 통해 일찍부터 알려진 사실이었으나 구체적으로 언제 누가 만들었는지는 학술적으로 분명하게 밝혀지지 않았다. 다만 임진강이 사행곡류하여 북쪽으로 돌출해 있는 만곡부에 위치하여 임진강을 건너는 주요도하지점의 하나인 가야울과 서쪽의 두지나루를 조망하고 제어할 수 있는 곳으로 도하하는 적을 방어하는 전초기지의 역할을 수행한 것으로 여겨진다.

## 발굴
육계토성에 대한 발굴조사는 1996년 임진강 유역 일대의 대홍수로 인한 긴급수습조사를 비롯해 토성 내부의 일부 구간에서 간헐적으로 이루어진 바 있으며, 서울 풍납토성에서 보이는 집터, 구덩이 유구등과 백제 토기, 고구려 토기, 철기류, 장신구류 등의 초백제시대의 유물이 다량으로 출토되어 학계의 주목을 받았다. 일부 구간의 발굴 조사를 거쳐 삼국 시대 백제 토성이자 고구려의 남진과 관련된 유적인 것을 확인한 것이 2021년까지의 발굴 성과이다.
2022년 동쪽 성벽과 내측 일부 지역을 조사한 결과, 육계토성이 처음 축조된 시기가 백제 초기라는 사실이 밝혀졌으며, 판축층 내에서는 이른 시기의 백제시대 토기 편도 출토됐는데, 무엇보다도 판축층에서 수습한 목탄에 대한 방사성 탄소 연대를 측정한 결과, 토성 축조의 중심 연대는 3세기 후반에서 4세기 전반인 것을 확인할 수 있었다.
또한 백제 초기 성곽의 독특한 축조방법이 확인되었다. 동쪽 성벽의 일부 구간에서 서울 풍납토성과 유사하게 사각형(방형)의 틀을 짠 후 틀 안에 일정한 두께의 흙을 교대로 쌓아올린 판축기법이 확인된 것이다. 토성은 판축(版築)과 성토(盛土) 기법을 함께 사용하여 만들어졌다.
판축 기법은 동북 모서리에서 남쪽으로 약 150m 떨어진 동문지 추정 지점에서부터 북쪽으로 약 18m가량 확인되었으며, 한 변이 3.2에서 3.5m 내외인 판축 단위를 나눈 후에 암갈색의 끈끈하고 차진 성질의 점질토와 모래 성분이 많은 황갈색 사질토 등을 교대로 쌓아 만들었다. 성토 기법은 판축 구간에서 북쪽으로 약 32m 조사되었다. 먼저 바깥쪽으로 흙을 높게 쌓아 올린 후에 다시 안쪽으로 흙을 채워 만들었다. 이를 통해 파주 육계토성은 판축기법을 사용했다는 점에서 백제 한성기 대표적인 성곽인 서울 풍납토성과 유사하면서도 판축과 성토 기법을 함께 사용했다는 점에서 다른 독특한 면모를 지니고 있다는 것을 알 수 있다.

## 참고 자료
- 파주육계토성 - 국가유산청 국가유산포털
- 이 문서에는 문화재청에서 공공누리 제1유형으로 배포된 자료를 바탕으로 한 내용이 포함되어 있습니다.